# Nik Prelec
Nik Prelec, slovenski nogometaš, * 10. junij 2001, Maribor.
Prelec je profesionalni nogometaš, ki igra na položaju napadalca. Od leta 2023 je član italijanskega kluba Cagliari, ki ga je posodil v angleški Oxford United. Ped tem je igral za italijansko Sampdorio, slovensko Olimpijo ter avstrijska WSG Tirol in Austrio Wien. Skupno je v prvi slovenski ligi odigral 11 tekem in dosegel en gol. Bil je tudi član slovenske reprezentance do 15 16, 17, 18, 19 in 21 let.